# Zande (dorp)
Zande is een dorpje in de West-Vlaamse polders. Sinds 1971 is het een deelgemeente van Koekelare. Naast de hoofdgemeente Koekelare is Zande omgeven door enkele andere kleine dorpen, namelijk Moere en Zevekote (beide behoren tot Gistel), Leke (dat behoort tot Diksmuide) en Sint-Pieters-Kapelle (dat behoort tot Middelkerke).

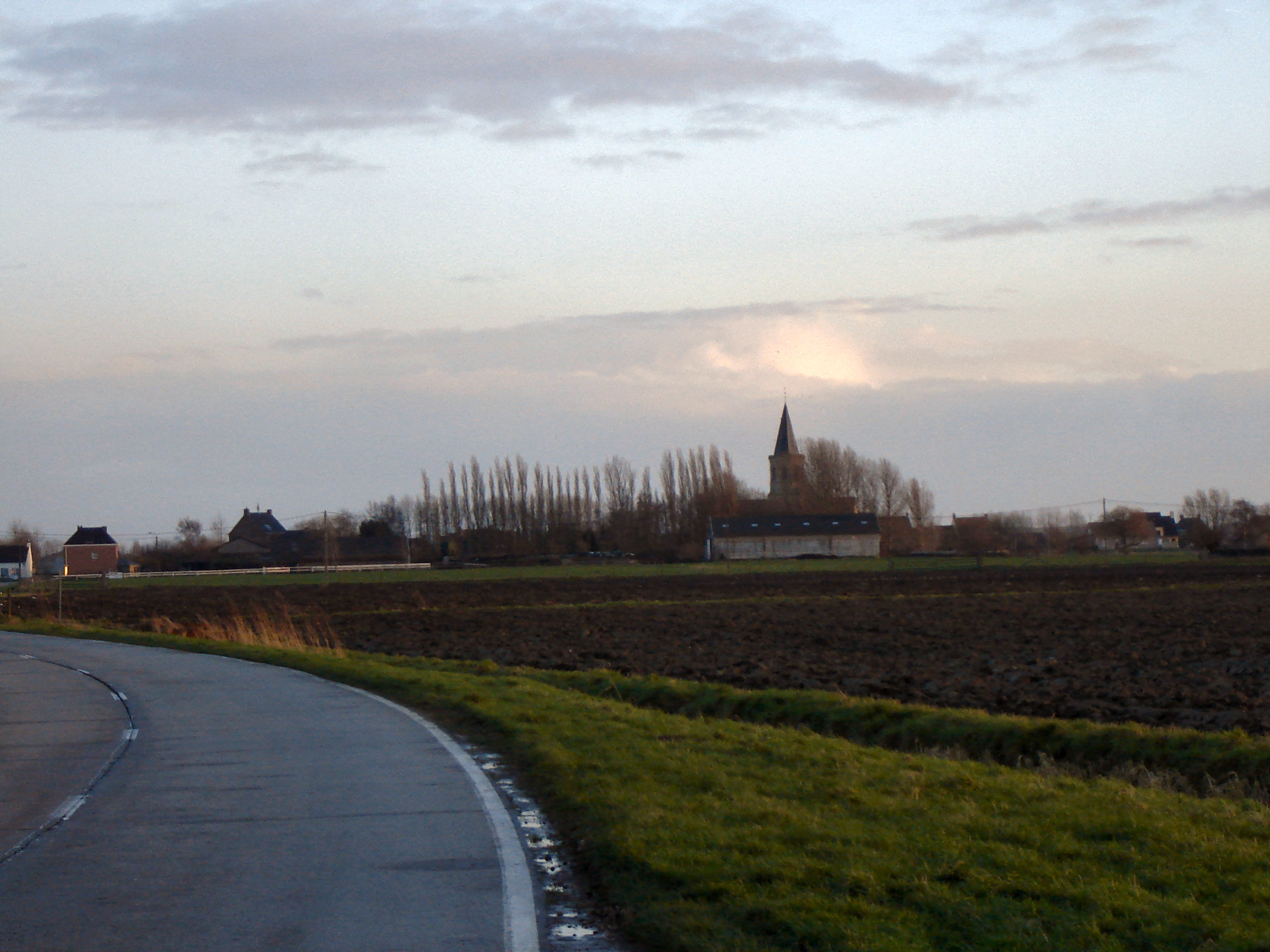
Zande

Zande is vooral een landbouwdorp; de kerk met er rond enkele huizen ligt te midden van uitgestrekte akkers en weilanden. Waar tot in de tweede helft van de 20e eeuw in de toenmalig zelfstandige gemeente zelf nog verschillende diensten te vinden waren, zoals een lager schooltje, zijn deze wegens de kleinschaligheid verdwenen en is men aangewezen op de hoofdgemeente Koekelare of de omliggende dorpen. Naast woonhuizen vindt men in het dorp tegenwoordig wel nog diverse horecazaken. Deze leven van zowel de bevolking uit de buurt, als van het fietstoerisme in de rustige polders.

## Geschiedenis
Vermoedelijk was de omgeving van Zande al bewoond in de prehistorische en Romeinse tijd.
Zande werd voor het eerst schriftelijk vermeld in 1280. In 1370 werd een banmolen vermeld, toebehorend aan de heren van Guysen.
De parochie Zande, die in de middeleeuwen ook wel Cruussande werd genoemd, was in drieën verdeeld: een deel behoorde toe aan de Brugse Vrije en een tweede deel behoorde tot de heerlijkheid Guysen (Zevekote). Beide behoorden tot het ambacht Gistel. Het derde deel werd Noortover genoemd en behoorde tot het ambacht Vladslo.
Bij het ontstaan van de gemeenten in 1795 werd het gebied van de parochie een zelfstandige gemeente. Bij de gemeentelijke herindeling in 1971 hield Zande op onafhankelijk te zijn en werd het bij Koekelare gevoegd. Een westelijk landelijk deel werd afgestaan aan Sint-Pieters-Kapelle, toen in de gemeente Spermalie, later in Middelkerke.
In 1897 kwam er een klooster van de zusters van Vincentius a Paulo uit Roeselare, die het katholiek onderwijs voor meisjes zou verzorgen. In 1970 vertrokken de laatste zusters. De gemeentelijke school sloot in 1975, de katholieke school stopte in 1985, waarna Zande geen school meer bezat.
Het dorp telde aan het begin van de 20e eeuw nog ongeveer 600 inwoners. Tegen het begin van de 21e eeuw was dit aantal teruggelopen tot 300.

## Demografische ontwikkeling
- Bronnen:NIS, Opm:1831 tot en met 1970=volkstellingen

## Bezienswaardigheden

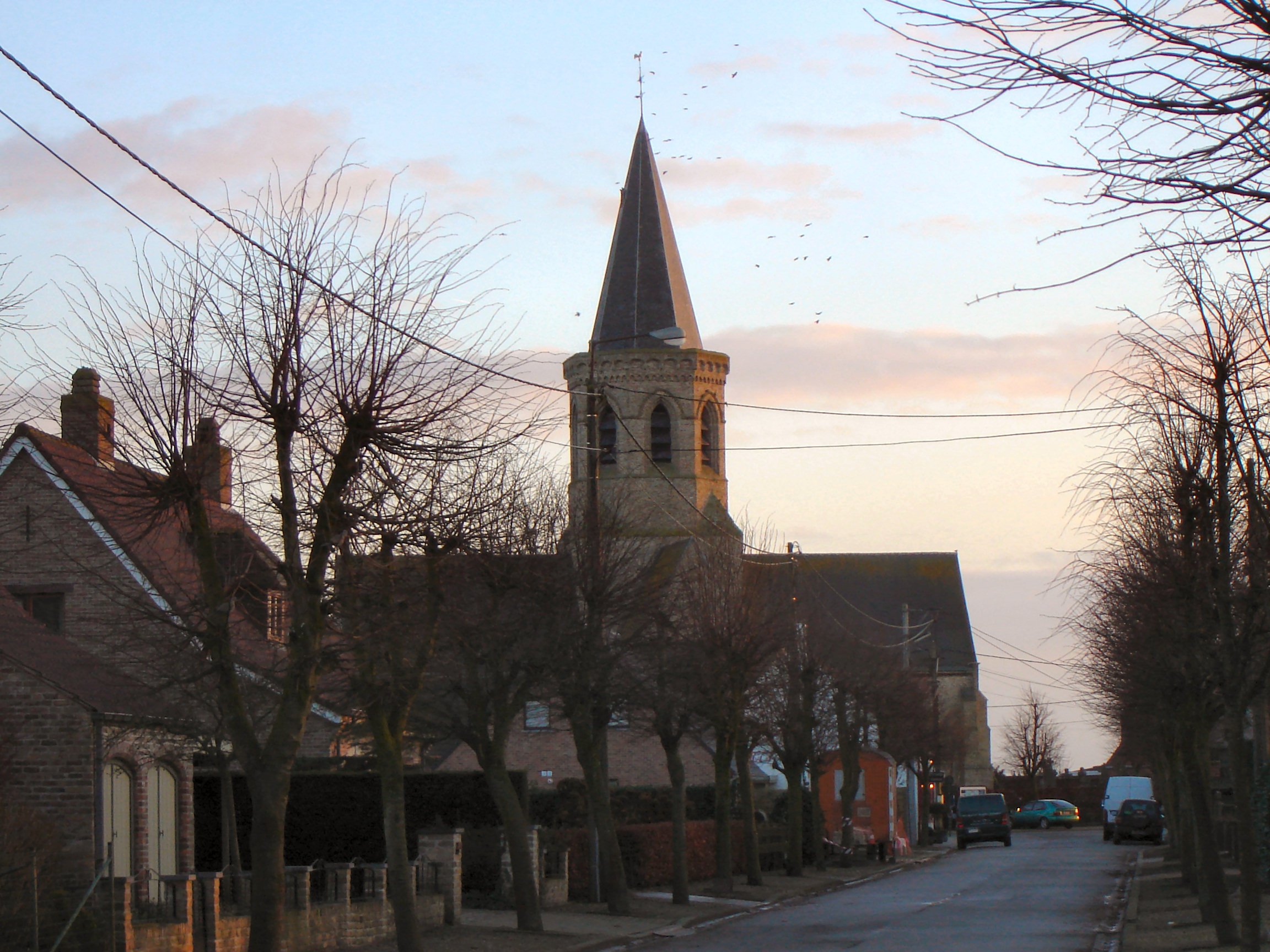
Sint-Andreaskerk

- De Sint-Andrieskerk. Dit neoromaanse kerkje heeft een toren van 40 meter hoog en werd in 1910-1911 heropgebouwd naar het uitzicht van een vroegere 13e-eeuwse vroeggotische kerk. De gelijkenis met de nog intacte 13e-eeuwse toren van buurdorp Moere is dan ook treffend. De kerk heeft een vieringtoren en de torenspits wordt getypeerd door het Lotharings kruis bovenaan. De kerk bezit een reliekhouder uit het begin van de 17e eeuw met een stukje van het Heilig Kruis dat in 1442 aan de kerk zou zijn geschonken. Verder bevat de kerk nog een aantal 17e-eeuwse en 18e-eeuwse beelden en schilderijen.

## Bodem en landbouw
Het grondgebied van de landbouwgemeente ligt op een overgangszone tussen twee bodemsoorten. Het noordelijke deel ligt in de middellandpolders. De bodem bestaat er uit overdekt pleistocene gronden met een deklaag van lichte klei tot zavel. De grond wordt er voornamelijk aangewend voor uitgestrekte vlakke graslanden en de teelt van graangewassen. Het zuidelijke deel, ten zuiden van de Korkentapstraat bevindt zich al in Zandig Vlaanderen, met een zandige bodem. Hier komen ook weiden voor, maar veel minder graangewassen. Hier wordt het landschap al getypeerd door meer groenvoedergewassen, zoals hoofdzakelijk maïs.
Zande ligt op een hoogte van 3 tot 4 meter, in het zandige gebied oplopend tot 5 meter.

## Politiek
Zande had een eigen gemeentebestuur en burgemeester tot de gemeentelijke fusie van 1971. Burgemeesters van Zande waren:
- 1830-1840 : Petrus Balthazar Leonardus Osaer
- 1848-1872 : Filip Osaer
- 1879-1882 : Nicolaus Vanhollebeke
- 1885-1899 : Karel Osaer
- 1926-1936 : René Laleman
- 1946-1964 : Oscar Vanhollebeke
- 1964-1970 : Maurits Alois Volckaert

## Nabijgelegen kernen
Zevekote, Leke, De Mokker, Moere